# Windpark Whitelee
Die Whitelee Wind Farm ist der größte Onshore-Windpark in Großbritannien. Er befindet sich auf einer Anhöhe zwischen 300 und 370 Meter Seehöhe rund 20 Kilometer südlich von Glasgow im Südwesten von Schottland.

## Windpark
Der Onshore-Windpark mit 215 Siemens-, Alstom- und NEG Micon-Windenergieanlagen hat zurzeit eine Gesamtleistung von 539 MW. Der Windpark wurde vom spanischen Unternehmen Iberdrola errichtet und wird von der Iberdrola-Tochtergesellschaft ScottishPower Renewables betrieben. Nach Betreiberangaben deckt er etwa den Jahresstrombedarf von rund 300.000 britischen Haushalten.
Zum Zeitpunkt der Inbetriebnahme im Mai 2009 war Whitelee Wind Farm mit 322 MW Nennleistung die größte Windparkanlage in Europa. Danach wurde die Anlage schrittweise erweitert. Die Arbeiten am Ausbau begannen im November 2010 mit Fertigstellungsterminen Dezember 2012 bis März 2013.

## Batteriespeicher
2019 wurden Pläne bekannt, den Windpark um ein Batterie-Speicherkraftwerk auf Basis von Lithium-Ionen-Akkumulatoren zu erweitern. Die Batterie soll eine Leistung von 50 MW und eine Kapazität von 50 MWh haben und situationsspezifisch Regelleistung liefern, der Frequenzerhaltung dienen oder als echter Energiespeicher für die Überbrückung von Zeiten mit niedriger Windstromeinspeisung eingesetzt werden. Die Inbetriebnahme war für Ende 2020 geplant, war aber Mitte 2021 noch nicht erfolgt. Whitelee ist der vierte Windpark in Großbritannien, der um ein Batteriespeicher-Kraftwerk erweitert wird. Die Batterien sollen Lithium-Eisenphosphat-Akkumulatoren chinesischen Herstellers CATL nutzen.